# Fakulta financí a účetnictví Vysoké školy ekonomické
Fakulta financí a účetnictví (FFÚ) je fakulta Vysoké školy ekonomické v Praze (VŠE). Vznikla 1. července 1991 v rámci organizačních změn celé Vysoké školy ekonomické v Praze po roce 1989. Páteř fakulty byla vytvořena na dvou do té doby existujících katedrách: katedry financí a úvěru a katedry účetnictví, součástí se stala i katedra pedagogiky. Tyto katedry existují v různých obměnách na Vysoké škole ekonomické v Praze od jejího vzniku v roce 1953.
Posláním fakulty je poskytovat univerzitní vzdělání, rozvíjet vědecko-výzkumnou činnost, dále pak provádět habilitační řízení a navrhovat profesory. Fakulta také rozvíjí spolupráci s jinými univerzitami, státními institucemi, či podnikatelskými subjekty. Fakulta dále podporuje program celoživotního vzdělávání. K říjnu 2023 na FFÚ pracuje kolem 90 akademických pracovníků a studuje zhruba 2 600 studentů.

## Mise
Fakulta financí a účetnictví VŠE v Praze poskytuje kvalitní vysokoškolské vzdělání v bakalářských, magisterských a doktorských studijních oborech tak, aby jejich absolventi dosahovali nejlepší uplatnění v oblasti financí, účetnictví a příbuzných oborech v mezinárodním měřítku. Toto poslání naplňujeme prostřednictvím kvalifikovaného týmu vlastních akademických pracovníků a externích spolupracovníků, kteří se kromě výuky podílí na výzkumné a publikační činnosti, smluvním výzkumu a úzce spolupracují s praxí, profesními organizacemi a vládními i nevládními institucemi. Kromě toho fakulta poskytuje specializované studijní programy celoživotního vzdělávání, MBA a magisterský studijní program v angličtině.

Fakulta prosazuje vzdělání založené na principech sociální odpovědnosti a vede studenty k etickému chování, individuální a společenské odpovědnosti, stejně jako k svobodnému šíření poznání a myšlenek.

## Vize
Cílem Fakulty financí a účetnictví Vysoké školy ekonomické v Praze je trvalé vedoucí postavení ve vysokoškolském vzdělání v oborech financí a účetnictví mezi univerzitami střední a východní Evropy. Fakulta financí a účetnictví chce být ve svém oboru mezinárodně respektovanou fakultou založenou na výzkumu a spolupráci s praxí, která svou pověstí a prostřednictvím svých pracovníků a absolventů naplňuje svou sociální, morální a environmentální odpovědnost veřejné vysoké školy.

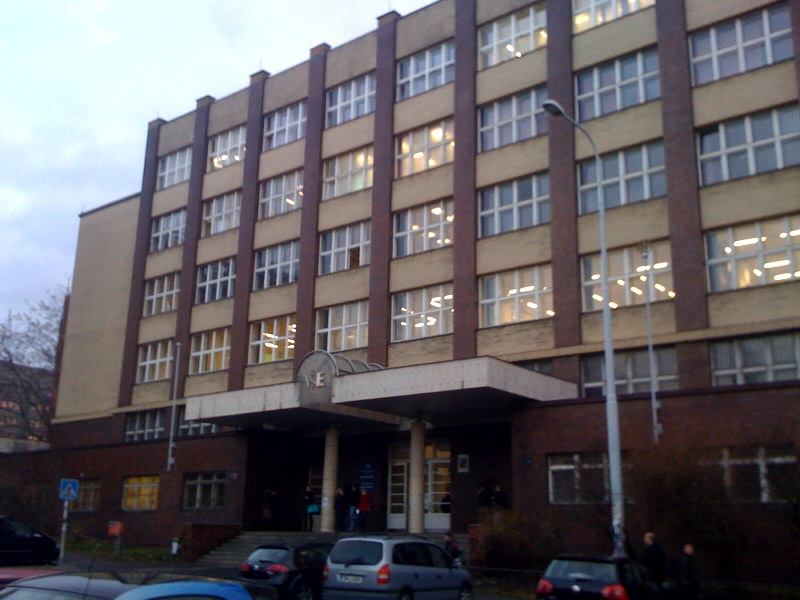
Vchod do Staré budovy Vysoké školy ekonomické

## Katedry

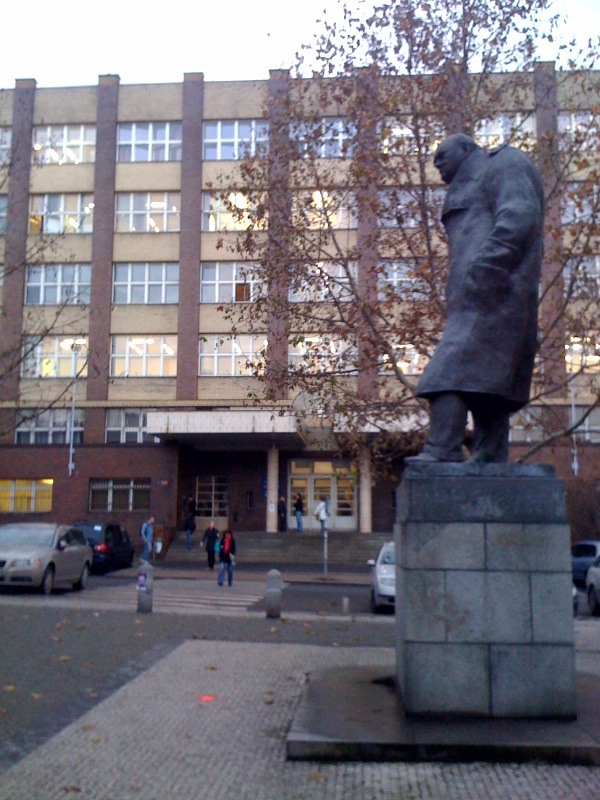
Pohled z náměstí Winstona Churchilla

V současné době fakultu tvoří sedm kateder – bankovnictví a pojišťovnictví, didaktiky ekonomických předmětů, financí a oceňování podniku, finančního účetnictví a auditingu, měnové teorie a politiky, manažerského účetnictví, veřejných financí. Tyto základní pracoviště fakulty pak doplňují dva instituty – Institut strategického investování a Institut udržitelných financí.
| Název                                     | Zkratka | Vedoucí                                          | Web         |
| ----------------------------------------- | ------- | ------------------------------------------------ | ----------- |
| Katedra bankovnictví a pojišťovnictví     | KBP     | doc. RNDr. Jarmila Radová, Ph.D.                 | kbp.vse.cz  |
| Katedra didaktiky ekonomických předmětů   | KDEP    | doc. Ing. Mgr. Katarína Krpálková Krelová, Ph.D. | kdep.vse.cz |
| Katedra financí a oceňování podniku       | KFOP    | Ing. Barbora Rýdlová, Ph.D.                      | kfop.vse.cz |
| Katedra finančního účetnictví a auditingu | KFUA    | doc. Ing. David Procházka, Ph.D.                 | kfua.vse.cz |
| Katedra měnové teorie a politiky          | KMTP    | doc. Ing. Karel Brůna, Ph.D.                     | kmtp.vse.cz |
| Katedra manažerského účetnictví           | KMÚ     | doc. Ing. Jaroslav Wagner, Ph.D.                 | kmu.vse.cz  |
| Katedra veřejných financí                 | KVF     | doc. Ing. Jana Tepperová , Ph.D.                 | kvf.vse.cz  |

### Katedra bankovnictví a pojišťovnictví
Katedra bankovnictví a pojišťovnictví zajišťuje výuku předmětů zaměřujících se na oblast komerčního bankovnictví, finanční matematiky, finančních trhů a burz, investičních analýz, životního a majetkového pojištění a matematických metod využívaných ve finanční ekonomii.
Katedra spojuje teorii s praxí ve spolupráci s významnými finančními institucemi.
Součástí katedry je i vědecko-výzkumná činnost zabývající se řízením rizik komerčních bank, investičních bank a pojišťoven a oceňováním bankovních, investičních a pojistných produktů.

### Katedra didaktiky ekonomických předmětů
Katedra didaktiky ekonomických předmětů je orientována na výuku oboru učitelství. Nese s sebou tradici už od počátku existence VŠE, od roku 1953. Předností tohoto studia je, že umožňuje sloučit exaktní ekonomické studium s humanisticky zaměřeným studiem pedagogiky a psychologie a získat tak zároveň dvě profesní kvalifikace - ekonomickou a současně pedagogickou.
Absolventi oboru se uplatňují jako učitelé odborných ekonomických předmětů na SŠ, jako ředitelé, učitelé VOŠ. Není výjimkou, že absolventi nachází své místo ve výzkumu a veřejné správě. Na katedře působí v současnosti jedenáct kvalifikovaných pracovníků,
Jelikož katedra didaktiky ekonomických předmětů spadá pod fakultu financí, je oboru zajištěno odborné a kvalitní zázemí z hlediska výuky předmětu účetnictví. Tento předmět je klíčovým předmětem na obchodních akademiích.

### Katedra financí a oceňování podniku
Katedra financí a oceňování podniku vznikla 1. ledna 1991 pod jménem katedra financí podniku. Přejmenována byla až 1. září 2000. Katedra se specializuje na dva tematické okruhy - finanční management podnikatelských subjektů a oceňování podniku a jeho majetku.
Bakalářský stupeň studia - na tomto stupni studia je především zajišťován celoškolský předmět Finance podniku, dále také Finanční analýza a plánování. Vyučuje také předmět Oceňování podniku I pro obor Účetnictví.
Magisterský stupeň studia - vyučuje celofakultní předmět Investiční řízení a dlouhodobé financování, dále je garantem hlavní specializace Finance a oceňování podniku, a také vedlejší specializace Oceňování podniku a jeho majetku.
Doktorský stupeň studia - výuka probíhá v rámci oboru Účetnictví a finanční řízení podniku, se stejnojmenným předmětem Finanční řízení podniku.
Katedra také vypisuje kurz celoživotního vzdělávání Finanční management podniku a je garantem studijního programu MBA nemovitosti a jejich oceňování.

### Katedra finančního účetnictví a auditingu
Katedra finančního účetnictví a auditingu má dlouhou a bohatou historii. Vznikla v roce 1990 rozdělením tehdejší katedry účetnictví. Řadí se mezi nejpočetnější katedry školy, jelikož obsahuje téměř 30 stálých pracovníků a spolupracuje s celou řadou externích pracovníků, díky nimž je výuka na vysoké odborné a specializační úrovni.
Zastřešuje dva základní celoškolsky povinné předměty účetnictví (bakalářský stupeň). Na magisterském stupni je garantem hlavní specializace Účetnictví a finanční řízení podniku. Vedle povinných předmětů katedra nabízí více než 35 volitelných předmětů.
Katedra každoročně pořádá pedagogické konference zaměřené na problematiku středoškolského a vysokoškolského účetnictví. Katedra v roce 1990 obnovila spolupráci s katedrou účtovníctva Ekonomické univerzity Bratislava. Katedra je aktivním členem Evropské účetní asociace a to už od roku 1989. V dubnu roku 2004 byla katedra (spolu s katedrou manažerského účetnictví, katedrou financí a oceňování podniku) pověřena Evropskou účetní asociací (European Accounting Association) pořádáním 27. výročního kongresu EAA. Kongresu se zúčastnilo více než 1300 účastníků, včetně mezinárodních hostů.
Dalšími aktivitami katedry jsou kurzy celoživotního vzdělávání v oblasti účetnictví a auditingu.

### Katedra měnové teorie a politiky
Katedra měnové teorie a politiky se zaměřuje na oblast peněžní teorie a centrálního bankovnictví. Zajišťuje výuku praktických a institucionálních aspektů v podobě specializovaných předmětů. Samozřejmostí katedry je výuka na všech třech stupních studia na VŠE.
Bakalářský stupeň studia – katedra zajišťuje výuku (společně s katedrou bankovnictví a pojišťovnictví) celoškolsky povinného předmětu Finanční teorie, politika a instituce. Tento předmět se zaměřuje na základní problematiku obsahující témata jako např. emise peněz v ekonomice, úroková míra, cenné papíry, činnost centrální banky a obchodních bank, měnové kursy, platební bilance aj. Vše je prakticky zaměřeno na Českou republiku a Evropskou unii.
Katedra také vyučuje fakultně povinné předměty Měnová teorie a politika a Mezinárodní finance. Předmět Měnová teorie a politika vysvětluje význam peněz a centrální banky v tržní ekonomice. Druhý předmět Mezinárodní finance se zajímá o témata spojená s problematikou měnového kursu, platební bilance, devizového trhu a devizových operací, rezerv, pozice a rizika.
Magisterský stupeň studia - všechny studijní plány mají oborově povinné předměty Mezinárodní monetární ekonomie (zaměření na složité otázky měnové teorie a politiky centrální banky), Monetární makroanalýza a Burzovní obchody.
Velice žádaná vedlejší specializace Peněžní ekonomie a bankovnictví je zabezpečována katedrou měnové teorie a politiky společně s katedrou bankovnictví a pojišťovnictví. Díky dobrým možnostem uplatnění se v praxi, je mezi studenty VŠE, tak populární.
Doktorský stupeň studia - katedra zajišťuje výuku oborově povinného předmětu Monetární ekonomie – empirické modely. Tento model se zaměřuje na vztah měnové a fiskální politiky, autonomii měnové politiky v malé ekonomice, modely měnového kursu, nabídky peněz a poptávky po penězích, a problémy spojené s úrokovou mírou, inflací a rovnováhou na peněžním trhu. Problematika konvergenčního procesu v oblasti inflace a reálného důchodu v domácí a zahraniční měně je rovněž součástí předmětu. Mezi volitelně předměty patří např. předmět Matematické metody ve financích.

### Katedra manažerského účetnictví
Katedra manažerského účetnictví je vědecko-výzkumné a pedagogické pracoviště. Díky své ucelené koncepci informační podpory manažerského řízení („účetního“ vidění světa) je známé celé odborné veřejnosti. Katedra je garantem výuky předmětů Finanční účetnictví a Manažerské účetnictví. Velkým přínosem pro studenty je významné podílení se katedry na vzdělání před vstupem do profese a na přípravě zkouškových zadání na Komoře auditorů.
Katedra má své zástupce v dvou nejvyšších orgánech Svazu účetních – Výbor pro odborné zkoušky a vzdělávání Komory auditorů a Komitét pro certifikaci a vzdělávání. Dále má své zástupce v redakční radě časopisu Účetnictví a odborného časopisu Verlag Dashofer. Katedra se také podílí na tvorbě legislativních norem (připomínkovou formou), zejména zákona o účetnictví a zákona o auditorech.

### Katedra veřejných financí
Katedra veřejných financí je druhá největší katedra Fakulty financí a účetnictví. Vznikla spojením části bývalé Katedry financí a úvěru a Katedry veřejné ekonomiky. Dnes je jednou z klíčových akademických pracovišť, která svým zaměřením pokrývá širokou problematiku veřejných financí a neprivátní ekonomiky.
Katedra se zaměřuje na relativně rozsáhlý okruh témat s makro i mikroekonomickými prvky. Katedra zajišťuje celoškolsky povinný kurz Finanční teorie, instituce a trhy zabývající se profilovými ekonomikami v rámci veřejného sektoru, problematikou veřejných zakázek a programového financování a rovněž daňovou teorií, politikou, zdaněním a daňovým právem.
Katedra vyučuje kurzy v bakalářském a navazujícím magisterském studijním programu a pravidelně otevírá vedlejší specializaci Daně v podnikání. Garantuje bakalářský a navazující magisterský studijní program Zdanění a daňová politika. Poskytuje taktéž výuku v doktorských studijních programech.

## Studijní programy

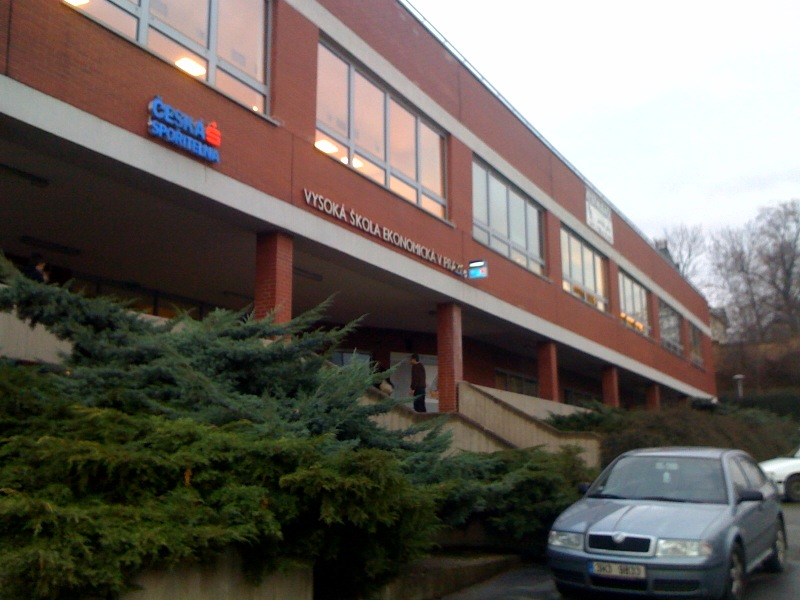
Vchod do Rajské budovy Vysoké školy ekonomické

### Bakalářské
Standardní délka studia je 3 roky, absolventi poté získávají titul bakalář (Bc.). FFÚ nabízí tyto programy:
- Finance
- Účetnictví a finanční řízení podniku
- Bankovnictví a pojišťovnictví
- Zdanění a daňová politika

### Navazující magisterské
Standardní délka studia je 2 roky, absolventi poté získávají titul inženýr (Ing.). Studium akademicky zaměřených programů obshauje vedlejší specializaci, kterou si studenti vybírají z nabídky napříč Vysokou školou ekonomickou:
| Hlavní specializace - Finance - Účetnictví a finanční řízení podniku - Bankovnictví a pojišťovnictví - Finanční inženýrství - Zdanění a daňová politika - Finance a oceňování podniku - Fintech (profesní program) - Forenzní služby (profesní program) | Vedlejší specializace - Auditing - Daně v podnikání - Finanční inženýrství - Manažerské účetnictví - Mezinárodní finance a byznys - Oceňování podniku a jeho majetku - Peněžní ekonomie a bankovnictví - Účetnictví - Vzdělávání ve financích a účetnictví |

### Placené studijní programy
- Od září 2015 fakulta přijímá studenty také do placeného studijního programu "Master in Finance and Accounting" vyučovaného v angličtině, v rámci kterého je možné získat během jednoho studia dva diplomy (Double Degree), a to na základě smlouvy s Université catholique de Louvain (UCL–LSM) a Otto-Friedrich-Universität Bamberg (OFUB).
- Od září 2018 otevřela Fakulta financí a účetnictví VŠE v Praze studium MBA ve studijním programu zaměřeném na nemovitosti a jejich oceňování (MBARE). Studijní program MBARE je držitelem akreditací RICS a CAMBAS
- Fakulta financí a účetnictví je pořadatelem řady kurzů celoživotního vzdělávání jak pro veřejnost, tak i na zakázku pro konkrétní partnery či profesní organizace.

### Doktorské
Standardní délka studia je 3 roky, absolventi poté získávají titul doktor – Ph.D. Fakulta nabízí tyto programy:
- Finance
- Účetnictví a finanční řízení podniku
- Finance (v angličtině)
- Accounting and Corporate Financial Management (v angličtině)

### Bakalářské programy

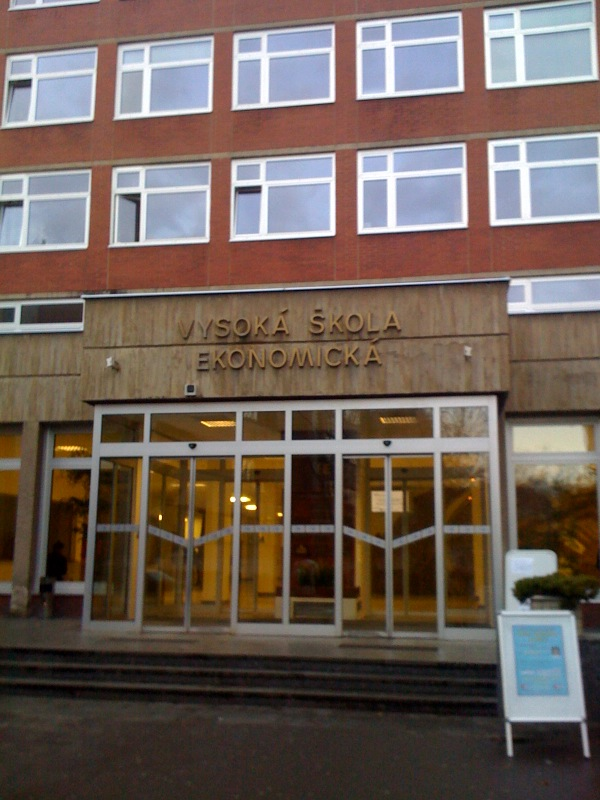
Vchod do Nové budovy Vysoké školy ekonomické

## Vedení fakulty
- prof. Ing. Petr Musílek, Ph.D. – děkan
- doc. Ing. Marcela Žárová, CSc. – proděkanka pro zahraniční vztahy, statutární zástupce děkana
- doc. Ing. Leoš Vítek, Ph.D. – proděkan pro studijní a pedagogickou činnost
- doc. Ing. Karel Brůna, Ph.D. – proděkan pro výzkum a doktorské studium
- doc. Ing. Ladislav Mejzlík, Ph.D. - proděkan pro rozvoj
- Ing. Jana Víchová – tajemnice fakulty